# Arturo Juan Rodríguez Pérez-Reverte
Arturo Juan Rodríguez Pérez-Reverte (Cartagena, Región de Murcia, 30 de abril de 1989) es un futbolista español. Actualmente juega como delantero en el Club Deportiva Minera de Segunda División RFEF.
Es sobrino del escritor y periodista Arturo Pérez-Reverte.

## Trayectoria
Se formó en varios clubes de base de Cartagena, tales como el Ciudad Jardín y el CD Dolorense. Después dio el salto a Tercera División con el Club Deportivo Bala Azul, donde completó un año muy bueno. Paco Sánchez, director del fútbol base albinegro, se fijó en él y se lo llevó al FC Cartagena-La Unión, filial del FC Cartagena. En 2010 fue un fijo en los entrenamientos del primer equipo y, a principios del mes de julio, Juan Ignacio Martínez Jiménez le dijo que iba a hacer la pretemporada con el primer equipo, junto con otros cinco compañeros de la cantera albinegra.
En 2010 hace la pretemporada con el primer equipo del FC Cartagena siendo el máximo goleador, con cinco goles se convirtió en el 'pichichi' de la pretemporada y fue la revelación estival para los que siguieron de cerca el trabajo previo al inicio de la Liga. Permanece en el FC Cartagena-La Unión durante la temporada 2010-2011, entrenando con el primer equipo en varias ocasiones e incluso llegando a entrar en alguna convocatoria.
En verano de 2011, tras la disolución de las bases del club cartagenero, ficha por el Club de Fútbol La Unión, tras hacer una gran temporada  y ser el máximo goleador del equipo unionense, no logra mantener al club en la Segunda División B de España.
En verano de 2012 firma con el Getafe Club de Fútbol "B" por varias temporadas para volver a jugar en la Segunda División B de España, dónde hará la pretemporada con el primer equipo y compartirá delantera con su excompañero y paisano Dani Gómez.
En 2013 firma con La Roda CF donde se convertiría en el jugador revelación del Grupo 4, siendo el máximo goleador de toda la Segunda División B en la primera vuelta de la temporada, consiguiendo una cifra de máximo goleador del Grupo 4 de Segunda División B con 15 goles en 19 partidos disputados.
En el mercado de invierno el Córdoba CF anunció el acuerdo para la contratación hasta junio de 2017 del delantero.
En verano y tras el ascenso de su club, el Córdoba C.F., club y jugador deciden que será cedido al A.D. Alcorcón durante una temporada. En enero, tras la falta de minutos, se va cedido por lo que resta de campaña al UE Llagostera de la Liga Adelante.
En enero de 2016, Arturo es cedido hasta el final de temporada en el Dundee FC. El Córdoba quería rescindir el contrato con el jugador y que se marchara con la carta de libertad, pero el futbolista no aceptó renunciar al contrato que le une con los blanquiverdes hasta junio de 2017. El Dundee escocés accedió a hacerse cargo de la totalidad de la ficha. 
En julio de 2016, Arturo regresa al FC Cartagena tras seis años fuera de Cartagena, en equipos como el Caravaca, el Getafe B, La Roda, el Córdoba, el Alcorcón y el Llagostera. Firma por dos temporadas por el club albinegro.
El 25 de julio de 2017, Arturo se convierte en jugador del UCAM Murcia CF de la Segunda División B de España para la temporada 2017-18. 
En la temporada 2018-19, firma por el C. E. Sabadell de la Segunda División B de España.
El 11 de julio de 2019, firma por el C. D. Atlético Baleares de la Segunda División B de España.
En la temporada 2020-21, firma por la U. D. San Sebastián de los Reyes de la Segunda División B de España.
El 31 de enero de 2023, firma por el R. C. Deportivo de La Coruña de la Primera Federación.
El 7 de agosto de 2023, firma por el UCAM Murcia Club de Fútbol de Segunda División RFEF.
El 2 de agosto de 2024, firma por el Club Deportiva Minera de Segunda División RFEF.

## Clubes
| Club                             | País    | Año             |
| -------------------------------- | ------- | --------------- |
| C. D. Bala Azul                  | España  | 2008-2009       |
| F. C. Cartagena-La Unión         | España  | 2009-2011       |
| F. C. Cartagena                  | España  | 2011            |
| C. F. La Unión                   | España  | 2011-2012       |
| Getafe C. F. "B"                 | España  | 2012-2013       |
| La Roda C. F.                    | España  | 2013-2014       |
| Córdoba C. F.                    | España  | 2014            |
| A. D. Alcorcón (cedido)          | España  | 2014            |
| U. E. Llagostera (cedido)        | España  | 2015            |
| Córdoba C. F.                    | España  | 2015            |
| Dundee F. C.                     | Escocia | 2016            |
| F. C. Cartagena                  | España  | 2016            |
| UCAM Murcia C. F.                | España  | 2017-2018       |
| C. E. Sabadell                   | España  | 2018-2019       |
| C. D. Atlético Baleares          | España  | 2019-2020       |
| U. D. San Sebastián de los Reyes | España  | 2020-2023       |
| R. C. Deportivo de La Coruña     | España  | 2023            |
| UCAM Murcia Club de Fútbol       | España  | 2023-2024       |
| Club Deportiva Minera            | España  | 2024-actualidad |